# Плеханова Тетяна Олександрівна
Тетяна Олександрівна Плеханова (нар. 17 травня 1959 року) — оперна співачка. Заслужена артистка України (з 2011 року). Лауреат Шевченківської премії.
Народилася в м. Пущино Московської області. Закінчила Донецький державний музично-педагогічний інститут (1987, нині — Донецька державна музична академія імені Сергія Прокоф'єва).
Солістка опери-провідний майстер сцени Донецького національного академічного театру опери та балету імені А. Б. Солов'яненка. В її репертуарі партії: В. Белліні (Норма); Дж. Верді: Аїда, «Отелло» (Дездемона), «Фальстаф» (Аліче), «Трубадур» (Леонора); Дж. Пуччіні: Тоска, Мадам Баттерфлай, Турандот; Ж. Бізе Кармен; Р. Леонкавалло «Паяци» (Недда); П. Чайковський «Євгеній Онєгін» (Тетяна Ларіна); К. Данькевич «Богдан Хмельницький» (Гелена) та ін. 1987 брала участь у виставі опери Р. Вагнера «Летючий Голландець» і була нарогороджена, разом з В. Василенком, М. Курочкою, Л. Стрельцовою, В. Рябеньким Шевченківською премією.
Гастролювала з театром в Італії, Іспанії, Німеччині, Швейцарії.
Із захопленням Донецька сепаратистами залишилась працювати в окупованому місті і була удостоєна «подяки» від ватажка ДНР О. Захарченка